# 마노빠꼰 니띠타다
프라야 마노빠꼰 니띠타다(태국어: พระยามโนปกรณนิติธาดา) 또는 꼰 후타싱(태국어: ก้อน หุตะสิงห์, 1884년 7월 15일~1948년 10월 1일)는 1932년 시암 혁명 이후 최초의 시암의 총리로, 혁명을 선동한 인민당의 당수인 인민당의 당수에게 발탁되었다. 그러나 이듬해 마노빠꼰은 1933년 인민당원들 간의 갈등으로 쿠데타로 축출되었다.

## 어린 시절
꼰 후타싱하는 1884년 7월 15일 방콕에서 화드와 카에우 후타싱하 사이에서 태어났으며, 이들은 모두 중국인 출신이다. 그는 방콕의 수안쿨라브 비타얄라이 학교에서 초등교육을 받았다. 그는 가정대학과 법무부 로스쿨에서 법교육을 받았다. 그 후 그는 해외에서 공부를 계속했다. 영국 런던의 미들 템플에서 회원으로 활동했다고 주장되지만, 인의 입학 등록부에는 그의 회원 자격을 확인할 수 있는 증거가 없다. 교육을 마친 후, 그는 법무부에서 일하기 시작했고 전통적인 직업 사다리에 올랐으며, 결국 프라야라는 칭호를 받았고, 명예 이름인 "마노빠꼰 니띠타다"를 받았다. 1918년, 그는 와치라웃 왕의 추밀원(또는 라마 6세)에 자리를 얻었다.

## 사망 및 유산
1933년 시암 쿠데타는 프라야 파혼 폰파유하세나와 다른 군사 지도자들이 주도한 6월 20일에 일어났다. 프라야 마노빠꼰은 총리직에서 즉시 해임되었다. 프라야 파혼은 그 나라의 두 번째 수상을 임명하고 정부를 장악했다. 프라차티뽁 왕은 당연히 그의 임명을 받아들였다. 마노빠꼰은 그 후 영국령 말라야의 피낭주로 유배되었고, 1948년 64세의 나이로 사망할 때까지 그곳에서 살았다.
프라야 마노빠꼰은 시암의 첫 수상이자 쿠데타로 축출된 첫 번째 총리였다. 그는 군사 쿠데타로 축출된 마지막 민간인 총리가 아닐 것이다. 그의 유산은 혼재되어 있는데, 한편으로는 어려운 시기에 정권을 장악하였으나(1929년 월스트리트 대폭락) 다른 한편으로는 권력을 능가하여 점점 독재적이 되어가는 인민당의 권력에 대항할 수 없었다.

## 같이 보기
- 태국의 총리 목록
- 시암 인민위원회